# Gloria Vanderbilt

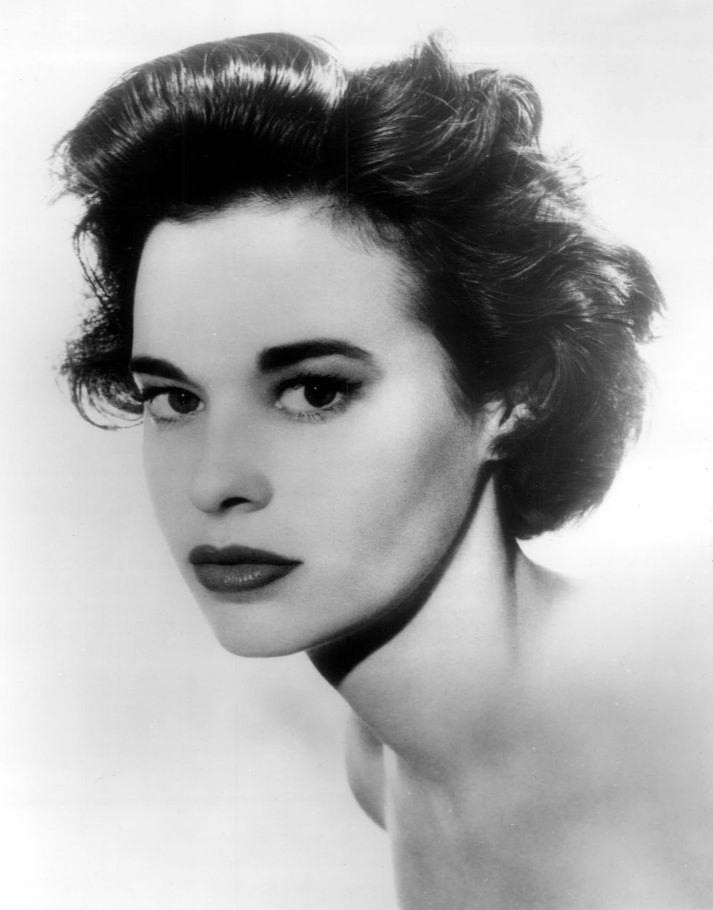
Gloria Vanderbilt in 1959

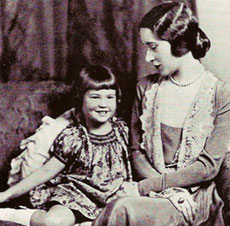
Vanderbilt in 1928

Gloria Laura Morgan Vanderbilt (New York, 20 februari 1924 — aldaar, 17 juni 2019) was een telg uit de steenrijke Amerikaanse familie Vanderbilt. Ze werd vooral bekend als artieste, designer, socialite en vanwege o.a. de naar haar genoemde jeans- en parfumlijn.
Ze was het enige kind van Reginald Claypoole Vanderbilt en zijn tweede vrouw Gloria Morgan. Toen ze 15 maanden was overleed haar vader en kreeg ze samen met haar halfzus Cathleen Vanderbilt een uitkering uit een fonds van 5 miljoen dollar. Haar moeder was beheerder van dit fonds en reisde meermaals naar Parijs waar ze een wild leven leidde. Omdat ze het geld van het fonds van haar dochters hiervoor gebruikte, sleepte haar andere voogd (tante Gertrude Vanderbilt Witney) haar moeder voor de rechter. Hierdoor verloor de moeder haar rechten en kwam Gloria en haar vermogen onder toezicht van haar tante. Ze mocht wel haar moeder regelmatig blijven zien en die behield slechts een kleine toelage. Daardoor groeide Gloria op bij haar tante en haar kinderen en bezocht ook de artistieke Art Students League in New York. Toen ze volwassen werd en over 2,5 miljoen dollar kon beschikken, zette ze de uitkering aan haar moeder stop.
Op 17-jarige leeftijd trok ze naar Hollywood, waar ze trouwde met de boekingsagent Pasquale ("Pat") DeCicco in 1941 en vervolgens alweer in 1945 scheidde. Haar tweede huwelijk was met de bekende dirigent op leeftijd Leopold Stokowski op 21 april 1945, met wie ze twee zoons kreeg: Leopold Stanislaus "Stan" Stokowski (1950) en Christopher Stokowski (1952). Ze scheidden in oktober 1955. Op 28 augustus 1956 trouwde ze met regisseur Sidney Lumet en scheidde in augustus 1963. Uiteindelijk trouwde ze met de auteur Wyatt Emory Cooper (1927-1978) op 24 december 1963. Ze kreeg twee zonen van hem, namelijk Carter Vanderbilt Cooper (1965-1988) en Anderson Cooper (1967). Enkele jaren nadat Carter overleed doordat hij voor de ogen van Gloria van een gebouw sprong, was haar vriend (tot diens overlijden in 2006) de fotograaf en filmmaker Gordon Parks.

## Carrière
Ze werd bekend door haar kunstwerken, terwijl ze onewomanshows gaf over olieverfschilderijen, aquarellen en pasteltekeningen. Deze kunstwerken worden overgenomen en in licentie uitgebracht vanaf 1968 door de grote kaartenfirma Hallmark en door de textielfabrikant Bloomcraft. Daarnaast begon ze speciaal te ontwerpen voor linnen, porselein, glazen voorwerpen etc. Vanaf de jaren 1970 ging ze zich meer richten op mode en liet design jeans uitbrengen met haar naam op de achterzak met het logo van de zwaan. Ze verscheen vaak op tv om haar producten aan te prijzen en stichtte de firma GV Ltd. Ze bracht ook een eigen parfumlijn uit via deze firma. In de loop van 1980 spande ze processen aan tegen haar partners van GV Ltd. en haar advocaat. Ofschoon ze dit won en een hoge schadevergoeding toegewezen kreeg, bleek er niets meer te verhalen, waardoor ze zelfs haar huizen in Southampton en New York moest verkopen. De naamrechten op deze producten waren al eerder verkocht en ze had er dus niets meer mee te maken. In 2007 hield ze een schilderijenexpositie en verkocht er veel. Ze schreef verder een aantal erotische en autobiografische boeken.
Gloria Vanderbult werd zelf een stijlicoon en mode-icoon dankzij de vele portretfoto's. Tot de beroemde fotografen behoorden Cecil Beaton, Carl van Vechten, Gordon Parks, Horst P. Horst, Gianni Penat, Jeff Riedel, Paul Schutzer, Thomas Iannaccone, Ron Galella en Jack Robinson.

## Publicaties
- Once upon a Time: A True Story
- Black knight, White knight
- A Mother's Story
- It Seemed Important at the Time: A Romance Memoir

Romans:
- The Memory Book of Starr Faithfull
- Never Say Good-Bye
- Obsession